# Джалалуддин аль-Махалли
Джалалудди́н Абу Абдуллах Мухаммад ибн Ахмад аль-Махалли́ (араб.  جلال الدين أبو عبد الله محمد بن أحمد المحلي‎), известный как Джалалуддин аль-Махалли (араб. جلال الدين المحلي‎; 23 сентября 1389 — 5 июля 1460, Каир, Египет, Мамлюкский султанат) — египетский исламский учёный-богослов,  правовед шафиитского мазхаба и толкователь Корана. Соавтор тафсира Корана «аль-Джалалайн».

## Биография
Родился 23 сентября 1389 года в Каире (Египет). Преподавал в Каирском медресе.
Он является автором сочинений по шафиитскому фикху, толкованию Корана и т.д.

## Труды
- Тафсир аль-Джалалайн — имам аль-Махалли не успел закончить свой тафсир Корана. Его закончил ученик Джалалуддин ас-Суюти.
- Канз ар-рагибин шарх аль-минхадж ат-талибин — четырёхтомный комментарий на «аль-Минхадж ат-талибин» по шафиитскому фикху имама ан-Навави.
- Шарх Джами аль-джавани (аль-Бадр ат-тали фи халл Джам аль-джавами) — комментарий на «Джами аль-джавами» Таджуддина ас-Субки[3].